# Dubai Tennis Championships 2009 - Qualificazioni singolare maschile
Le qualificazioni del singolare maschile del Dubai Tennis Championships 2009 sono state un torneo di tennis preliminare per accedere alla fase finale della manifestazione. I vincitori dell'ultimo turno sono entrati di diritto nel tabellone principale. In caso di ritiro di uno o più giocatori aventi diritto a questi sono subentrati i lucky loser, ossia i giocatori che hanno perso nell'ultimo turno ma che avevano una classifica più alta rispetto agli altri partecipanti che avevano comunque perso nel turno finale.
Le qualificazioni del Dubai Tennis Championships  2009 prevedevano 16 partecipanti di cui 4 sono entrati nel tabellone principale.

## Teste di serie
1. Ivo Minář (primo turno)
2. Flavio Cipolla (Qualificato)
3. Rik De Voest (ultimo turno)
4. Lukáš Dlouhý (primo turno)

1. Laurent Recouderc (Qualificato)
2. Prakash Amritraj (primo turno)
3. Paolo Lorenzi (ultimo turno)
4. Marsel İlhan (ultimo turno)

## Qualificati
1. Michael Lammer
2. Flavio Cipolla

1. Laurent Recouderc
2. Marco Chiudinelli

## Tabellone

### Legenda
| - Q = Qualificato - WC = Wild card - LL = Lucky loser | - ALT = Alternate - SE = Special Exempt - PR = Protected Ranking | - w/o = Walkover - r = Ritirato - d = Squalificato |

### Sezione 1
|  | Primo turno | Primo turno                 | Primo turno                 | Primo turno                 | Primo turno |  |  | Ultimo turno                | Ultimo turno                | Ultimo turno                | Ultimo turno | Ultimo turno |  |
|  |             |                             |                             |                             |             |  |  |                             |                             |                             |              |              |  |
|  |             | Michael Lammer              | 6                           | 4                           | 7           |  |  |                             |                             |                             |              |              |  |
|  | 1           | Ivo Minář                   | 3                           | 6                           | 6(1)        |  |  | Michael Lammer              | Michael Lammer              | Michael Lammer              | 6            | 6            |  |
|  |             | Jonathan Dasnieres De Veigy | Jonathan Dasnieres De Veigy | Jonathan Dasnieres De Veigy | 5           |  |  | Jonathan Dasnieres De Veigy | Jonathan Dasnieres De Veigy | Jonathan Dasnieres De Veigy | 1            | 3            |  |
|  | 6           | Prakash Amritraj            | Prakash Amritraj            | Prakash Amritraj            | 0r          |  |  |                             |                             |                             |              |              |  |

### Sezione 2
|  | Primo turno | Primo turno    | Primo turno    | Primo turno | Primo turno |  |  | Ultimo turno | Ultimo turno   | Ultimo turno   | Ultimo turno | Ultimo turno |  |
|  |             |                |                |             |             |  |  |              |                |                |              |              |  |
|  | 2           | Flavio Cipolla | Flavio Cipolla | 6           | 6           |  |  |              |                |                |              |              |  |
|  |             | Karim Alayli   | Karim Alayli   | 0           | 2           |  |  | 2            | Flavio Cipolla | Flavio Cipolla | 6            | 6            |  |
|  | 8           | Marsel İlhan   | 7              | 6           | 6           |  |  | 8            | Marsel İlhan   | Marsel İlhan   | 2            | 4            |  |
|  |             | George Bastl   | 5              | 7           | 3           |  |  |              |                |                |              |              |  |

### Sezione 3
|  | Primo turno | Primo turno               | Primo turno               | Primo turno | Primo turno |  |  | Ultimo turno | Ultimo turno      | Ultimo turno      | Ultimo turno | Ultimo turno |  |
|  |             |                           |                           |             |             |  |  |              |                   |                   |              |              |  |
|  | 3           | Rik De Voest              | Rik De Voest              | 6           | 6           |  |  |              |                   |                   |              |              |  |
|  |             | Mahmoud-Nader Al Baloushi | Mahmoud-Nader Al Baloushi | 0           | 0           |  |  | 3            | Rik De Voest      | Rik De Voest      | 4            | 4            |  |
|  | 5           | Laurent Recouderc         | Laurent Recouderc         | 6           | 6           |  |  | 5            | Laurent Recouderc | Laurent Recouderc | 6            | 6            |  |
|  |             | Bjorn Rehnquist           | Bjorn Rehnquist           | 4           | 0           |  |  |              |                   |                   |              |              |  |

### Sezione 4
|  | Primo turno | Primo turno       | Primo turno | Primo turno | Primo turno |  |  | Ultimo turno | Ultimo turno      | Ultimo turno      | Ultimo turno | Ultimo turno |  |
|  |             |                   |             |             |             |  |  |              |                   |                   |              |              |  |
|  |             | Marco Chiudinelli | 6           | 3           | 6           |  |  |              |                   |                   |              |              |  |
|  | 4           | Lukáš Dlouhý      | 3           | 6           | 4           |  |  |              | Marco Chiudinelli | Marco Chiudinelli | 7            | 6            |  |
|  | 7           | Paolo Lorenzi     | 6           | 4           | 6           |  |  | 7            | Paolo Lorenzi     | Paolo Lorenzi     | 6(1)         | 4            |  |
|  |             | Marco Crugnola    | 2           | 6           | 4           |  |  |              |                   |                   |              |              |  |